# Prosopocera gigantea
Prosopocera gigantea är en skalbaggsart som beskrevs av Stefan von Breuning 1950. Prosopocera gigantea ingår i släktet Prosopocera och familjen långhorningar.
Artens utbredningsområde är Malawi. Inga underarter finns listade i Catalogue of Life.